# Лепель, Феликс фон
Харальд Бруно Феликс фон Лепель (нем. Harald Bruno Felix von Lepel; 27 декабря 1899, Дрезден — 12 июня 1979, Берлин) — немецкий писатель и журналист.
Сын обер-лейтенанта прусской армии, представитель старинного померанского дворянского рода. Учился в Лейпцигском и Фрайбургском университетах.
С начала 1920-х гг. публиковался как театральный и музыкальный критик, работал обозревателем в газете «Дрезденские новости» (нем. Dresdener Nachrichten). Дебютировал как писатель сборником «Сестра Вероника и другие рассказы» (нем. Schwester Veronika und andere Erzählungen; 1928). Напечатал несколько небольших востоковедческих книг для широкого читателя, в том числе «De Profano — de Sacro. Древние культуры Индонезии и Восточной Азии» (нем. Die alten Kulturen Insulindes und Ostasiens) и «Мировоззрение Дальнего Востока. Попытка толкования» (нем. Das Weltbild des fernen Ostens. Versuch einer Deutung; 1928), а также «Историю города Рагуза и Рагузской республики» (нем. Geschichte der Stadt und Republik Ragusa; 1931); к увлечению Лепеля Востоком можно отнести и опубликованную им в 1933 году пьесу «Опиум» на китайском материале (по мотивам одноимённого рассказа Юстуса Айнега). Другие драматические сочинения Лепеля основывались преимущественно на историческом материале: например, «ренессансная трагедия» «Суд над Мессиной» (нем. Gericht über Messina; 1929). На протяжении 1930-х г. Лепель опубликовал также ряд брошюр для популярного чтения, по большей части из области массовых сенсаций, книгу стихов «Музыка любви» (нем. Musik der Liebe; 1939) и т. д. Им были подготовлены к печати воспоминания пианистки Лауры Раппольди-Карер. В 1942 году выпустил небольшую книгу о Дрезденской опере (нем. Die Dresdner Oper als Weltkulturstätte).
После Второй мировой войны первоначально оказался в Восточной зоне, в Дрездене. Напечатал очерк истории Саксонской придворной капеллы к её 400-летию (нем. 400 Jahre Sächsische Hof- und Staatskapelle 1548–1948), брошюры о древнекитайской, древнеегипетской, византийской музыке, опубликовал цикл вольных переводов древнекитайской поэзии, положенный на музыку дрезденским композитором Фрицем Ройтером. С 1952 года жил в Западном Берлине.